# Championnat de France de rugby à XIII 1980-1981
Navigation
Édition précédente Édition suivante
Le Championnat de France de rugby à XIII 1980-1981 oppose pour la saison 1980-1981 les meilleures équipes françaises de rugby à XIII au nombre de quatorze.
Ce championnat ne voit pas son terme, ou plutôt a une issue dramatique puisque la finale entre Villeneuve-sur-Lot et le XIII Catalan est interrompue après quelques minutes seulement , en raison de mauvais gestes entre les joueurs, des « incidents aussi stupides que déplorables ».
Celle-ci aura une conséquence importante en matière de médiatisation en France du rugby à XIII ; la première chaine française TF1, suite probablement à un fort lobbying de la FFR (de rugby à XV) en concurrence alors avec la FFR XIII,  ne diffusera plus de matchs de rugby à XIII. 
Et cela marque un net cout d'arrêt dans la médiatisation de ce sport, un auteur qualifiant l'année 1981 d'« année terrible » et qualifiant l'évènement de « cassure » précédant une « difficile relance ».

## Liste des équipes en compétition
| Albi Avignon Cavaillon Carcassonne Lézignan Limoux Pamiers Pia XIII Catalan Saint-Estève Toulouse Villefranche Roanne Villeneuve |

## Classement de la première phase

### Groupe A
| Classement | Club               | Points | Matchs |
| 1er        | Pia                | 64     | 26     |
| 2e         | XIII Catalan       | 62     | 26     |
| 3e         | Lézignan           | 61     | 26     |
| 4e         | Villeneuve-sur-Lot | 60     | 26     |
| 5e         | Carcassonne        | 59     | 26     |
| 6e         | Albi               | 53     | 26     |
| 7e         | Roanne             | 52     | 26     |
| 8e         | Tonneins           | 48     | 26     |
| -          | Saint-Estève       | 48     | 26     |
| 10e        | Avignon            | 46     | 26     |
| 11e        | Carpentras         | 46     | 26     |
| 12e        | Pamiers            | 44     | 26     |
| 13e        | Toulouse           | 42     | 26     |
| 14e        | La Réole           | 39     | 26     |

|  | Qualifié pour les quarts-de-finale            |
|  | Affronte les barrages de maintien en groupe A |

Toulouse et la Réole descendent en groupe B.

### Groupe B
| Classement | Club              | Points |
| 1er        | Le Pontet         | 53     |
| 2e         | Saint-Gaudens     | 53     |
| 3e         | Limoux            | 49     |
| 4e         | Cavaillon         | 46     |
| 5e         | Salon-de-Provence | 46     |
| 6e         | Cahors            | 36     |
| 7e         | Montpellier       | 33     |
| 8e         | Villefranche      | 32     |
| 9e         | Entraigues        | 31     |
| 10e        | Châtillon         | 24     |
| 11e        | Paris             | 21     |

|  | Qualifié pour les quarts-de-finale de Poule A et montée en groupe A |
|  | Qualifiés pour les barrages d'accès au groupe A                     |

Le Pontet et Saint-Gaudens montent en groupe A.

## Phase finale
|  | Quarts de finale             | Quarts de finale |                    |    | Demi-finales | Demi-finales |  |  | Finale | Finale |
|  | Quarts de finale             | Quarts de finale |                    |    | Demi-finales | Demi-finales |  |  | Finale | Finale |
|  |                              |                  |                    |    |              |              |  |  |        |        |
|  | le 19 avril 1981 à Albi      |                  |                    |    |              |              |  |  |        |        |
|  |                              |                  |                    |    |              |              |  |  |        |        |
|  | Villeneuve-sur-Lot           | 22               |                    |    |              |              |  |  |        |        |
|  | Villeneuve-sur-Lot           | 22               |                    |    |              |              |  |  |        |        |
|  | Carcassonne                  | 13               |                    |    |              |              |  |  |        |        |
|  | Carcassonne                  | 13               | Villeneuve-sur-Lot | 12 |              |              |  |  |        |        |
|  | le 19 avril 1981 à Pamiers   |                  | Villeneuve-sur-Lot | 12 |              |              |  |  |        |        |
|  |                              | Pia              | 3                  |    |              |              |  |  |        |        |
|  | Pia                          | Pia              | 3                  | 39 |              |              |  |  |        |        |
|  | Pia                          |                  |                    | 39 |              |              |  |  |        |        |
|  | Saint-Gaudens                | 9                |                    |    |              |              |  |  |        |        |
|  | Saint-Gaudens                | 9                | Villeneuve-sur-Lot | -  |              |              |  |  |        |        |
|  | le 19 avril 1981 à Limoux    |                  | Villeneuve-sur-Lot | -  |              |              |  |  |        |        |
|  |                              | XIII Catalan     | -                  |    |              |              |  |  |        |        |
|  | XIII Catalan                 | XIII Catalan     | -                  | 43 |              |              |  |  |        |        |
|  | XIII Catalan                 |                  |                    | 43 |              |              |  |  |        |        |
|  | Le Pontet                    | 7                |                    |    |              |              |  |  |        |        |
|  | Le Pontet                    | 7                | XIII Catalan       | 21 |              |              |  |  |        |        |
|  | le 19 avril 1981 à Perpignan |                  | XIII Catalan       | 21 |              |              |  |  |        |        |
|  |                              | Lézignan         | 3                  |    |              |              |  |  |        |        |
|  | Lézignan                     | Lézignan         | 3                  | 23 |              |              |  |  |        |        |
|  | Lézignan                     |                  |                    | 23 |              |              |  |  |        |        |
|  | Albi                         | 11               |                    |    |              |              |  |  |        |        |
|  | Albi                         | 11               |                    |    |              |              |  |  |        |        |

### Finale
(mt : -)
Homme du match :
Points marqués :
- Villeneuve:
- Saint Estève:

Évolution du score : 2-0 (arrêt du match)
Arbitre : M. Guy Cattaneo (Provence)
Spectateurs : 
Composition des équipes :
- Villeneuve: Martial Vrech - Daniel Gilbert, Michel Laville, Philippe Fourquet, Pascal Laroche - Patrick Pedrazzani (o), Patrice Duluc (m) - Max Chantal, Christian Maccali, Charles Zalduendo, Didier Hermet, Serge Cuyas, Didier Hermet, Joël Roosebrouck - Jean-Pierre Sagnette, Lionel Artuso - Entraîneur : Raymond Gruppi
- XIII Catalan: - Bernard Gayé - Jean-Pierre Siré, Francis Laforgue, Guy Delaunay, Patrick Nauroy - Jean-Jacques Vila (o), Ivan Grésèque (m) - Gérard Pélissier, Jean-Louis Brial, Bernard Ragonnet, Alain Perez, Jean-Jacques Cologni, Guy Laforgue - Bernard Guasch, Antoine Gonzalez (?) - Entraîneur : Pierre Zamora

Cette finale marque un épisode noir dans l'histoire du rugby à XIII en France. Pour la première fois de son histoire, la finale proposait la confrontation entre deux clubs historiques, Villeneuve-sur-Lot et le XIII Catalan. Ce dernier était la semaine précédente dans l'attente d'une décision de la commission de discipline de la fédération à la suite de la demi-finale de la Coupe de France opposant le XIII Catalan à Tonneins. Durant cette demi-finale que le XIII Catalan remporte 21-3, un placage non réglementaire est exécuté par un Catalan, l'arbitre désigne Bernard Guasch et l'expulse malgré les protestations de ce dernier en lui disant qu'il se trompait de joueur, puis son coéquipier Jean-Jacques Cologni vient pour le défendre trop vigoureusement aux yeux de l'arbitre qui expulse les deux joueurs. Il y est constaté que l'un des arbitres de touche de la rencontre, M. Pascaletto qui est ensuite emmené à l'hôpital. Dans l'attente de la décision de la commission, le XIII Catalan décide de menacer qu'en cas de suspension d'un de leurs joueurs, le club boycotterait la finale du Championnat de France. Ainsi la Fédération se trouve cette même semaine en guerre intestine autour de son équipe de France avec la démission dans la semaine précédant la finale de ses cinq sélectionneurs. Ces derniers préparent la tournée en Australie et décident de ne pas convoquer le joueur catalan Alain Touchagues, celui-ci ne joue pas alors avec son club qui l'a mis au ban sur fond de désaccords. La fédération décide alors par son comité directeur d'imposer la sélection du botteur catalan. Par la voix du Président de la Fédération René Mauries, celui-ci dénonce la main mise de sélectionneurs, issus de la même zone géographique, et explique les absences de joueurs de premier plan non issus de cette même zone. En réponse, les sélectionneurs décident de démissionner.
La Fédération décide alors tardivement de suspendre jusqu'à nouvel ordre Bernard Guasch, Jean-Jacques Cologni ainsi que le directeur sportif du XIII Catalan José Guasch. Les deux joueurs ne pouvant disputer alors la finale. Le président du XIII Catalan, M. Finck, décide alors de menacer le retrait de ses équipes junior et senior des finales qui doivent se disputer. De ce fait, la fédération, par sa commission de discipline, finit par céder la samedi soir la veille de la finale, et après de nouvelles auditions des dirigeants et des joueurs catalans concernés décide de requalifier les joueurs pour la finale et de sursoir à statuer la décision de suspension.
Avant la rencontre, l'arbitre de cette finale, Guy Cattaneo, désire de son côté se porter solidaire de ses homologues trop souvent et donne le coup d'envoi avec cinq minutes de retard. Après trois minutes de jeu, les joueurs de Villeneuve, Hermet et Roosebrouck, se retrouvent eu sol et sont blessés. Par solidarité et sans attendre les décisions du médecin, de l'arbitre et du délégué, le club de Villeneuve, par l'intermédiaire de son entraîneur Raymond Gruppi, décide alors d'interrompre le match et de se retirer sous le regard médusé des spectateurs présents. La finale ne va pas à son terme.
A l'issue de ce match, le président de la Fédération française de jeu à XIII, René Mauries, en poste depuis 1972, remet sa démission à effet immédiat. Le 19 mai 1981, la commission de discipline décide d'interdire aux deux clubs leur participation à la prochaine édition de la Coupe de France, d'interdire au XIII Catalan de prendre part à la finale de la Coupe de France 1981 qui se déroule le week-end suivant et de donner match perdu aux équipes.
Malgré cette tempête au sein du mouvement treiziste français, les joueurs de Villeneuve et du XIII Catalan, à savoir Grésèque, Hermet, Roosebrouck, Laforgue, Maccali, Chantal, Fourquet, Delaunay et Zalduendo, convoqués en équipe de France dans le cadre de la préparation à la tournée en Australie répondent tous présents le jeudi 21 mai 1981, tous réunis à Toulouse.

## Barrages de maintien dans le groupe A
| 19 avril 1981 | Pamiers | 15 - 5 | Limoux | Carcassonne |
| 19 avril 1981 |         |        |        | Carcassonne |
| 19 avril 1981 |         |        |        | Carcassonne |

| 19 avril 1981 | Carpentras | 31 - 8 | Cavaillon | Le Pontet |
| 19 avril 1981 |            |        |           | Le Pontet |
| 19 avril 1981 |            |        |           | Le Pontet |

## Effectifs des équipes présentes
| Villeneuve-sur-Lot | Lionel Artuso Daniel Badet Max Chantal Serge Cuyas Patrice Duluc (m) Philippe Fourquet Daniel Gilbert Didier Hermet Laboual (o) Pascal Laroche Michel Laville Christian Maccali Michel Mazaré Monret Michel Montaut Claude Nayrolles Jean Panno Para Patrick Pedrazzani (o) Pékala Rigal Joël Roosebrouck Jean-Pierre Sagnette Jean-Bernard Saumitou Daniel Verdès Martial Vrech Charles Zalduendo Entraîneur : Raymond Gruppi | XIII catalan | Serge Bret Jean-Louis Brial Jean-Jacques Cologni Jean Cortes Guy Delaunay Idjellidaine Djemel Bernard Gayé Gila Antoine Gonzalez Ivan Grésèque (m) Bernard Guasch Alain Guéry Francis Laforgue Guy Laforgue Patrick Nauroy Serge Pallarès Gérard Pélissier Alain Perez Bernard Ragonnet Jean-Pierre Siré Alain Touchagues Jean-Jacques Vila (o) Entraîneur : Pierre Zamora |
| Pia                | Abet Baklouch Philippe Ambert Marc Ambert Amigas Benavent Jean-Marc Bourret Clua Henri Daniel Dumas Norbert Fourcade Freu Laurent Gomez Grasseau Julien Gérard Lavaux Jean-Jacques Naudo Michel Naudo Pia Sébastien Rodriguez Roger Roses Dominique Verdière | Tonneins     | Baratié Bartoletty Bertin Bourioulou Couderc Daros Christian Laumond (o) Daniel Lohiac Luquet Yannick Mantese Alain Marcon Serge Marcon Jean-Pierre Marot (m) Hellen Plantion Christian Rivoltella Patrick Solal Jean-François Torrès Francis Tranier Jean-Noël Trémouille Jean-Pierre Trémouille (o) Entraîneur : Robert Sazy                                             |
| Lézignan           | Georges Alquier (m) Aussague Richard Alonso Jean Belles Carrière Caussine Robert Clottes Claude Darrieumerlou Pierre Delpoux Fauché Hervé Guiraud (o) Jean-Claude Marty Pino Hugues Ratier Gérard Roux Alain Serrano Yves Tisseyre Éric Waligunda | La Réole     | Dominique Baloup Bordes Mario Covolan Daros Detrégomain Jean-Éric Ducuing Patrick Ducuing Dupuch Guagni Christian Lacube Jean-Claude Lauga Moizes Moretto Morin Pallats Bernard Paradelle Tellez Trégomain |
| Roanne             | Amrani Guy Bastianelli (m) Jean-Pierre Béranger Billard Jean-Paul Dumas José Giné Goubeau Sylvain Herrero Jacquemot Jacquoletto Christian Lassale Marty Navarro Roland Puech Yves Raynaud B. Rodriguez François Rodriguez (o) Bruno Santatonio Entraîneur : Bernard Vizier | Saint-Estève | Michel Alibert (o) Francis André Denis Bertrand Jean-Marie Bosc Marc Cabaner Georges Charcos Serge Costals Fajal Eric Ferrer Jacques Jorda (o) Roger Palisses Serge Pérez Marcel Pillon Jean Poma Bernard Siré René Terrats |
| Pamiers            | Alvarez Jean-Louis Bezard Durou Luc Eychenne Pierre Gonzalez | Albi         | Abott Blanc Braley Caissa Jean-Louis Castel Bernard Fages Claude Gayraud Étienne Kaminski Bernard Lacombe Christian Laskawiec Piol Christian Puech Gérard Puech Stein |
| Toulouse           | Pierre Aillères Jean-Claude Anselme Bayari Frédéric Bissière Carpene Cordier Coumes Bernard Dejean Duarte Lozes Jean-Claude Mayorgas Michel Meneghin Mirepoix André Pérez Alain Pujol Samazan | Carpentras   | Christian Scicchitano Robert Sebe |
| Avignon            | Hervé Bonet Bernard Imbert Didier Savonne | Carcassonne  | Didier Bernard Victor Buttignol Jean-François Da Ré Guy Garcia André Malacamp José Moya |
| Saint-Gaudens      | Gilles Dumas Juncas Patrick Rives Sarradet Yves Storer Vies | Le Pontet    | Arthur Boyer Jacques Imbert Paquin Pene Thierry Vadon Vaz |
| Limoux             | Jean-Marc Gonzales |              | |